# Patrick Heuscher
Patrick Heuscher (* 22. Dezember 1976 in Frauenfeld) ist ein ehemaliger Schweizer Beachvolleyballspieler.

## Karriere
Heuscher begann seine Volleyballkarriere beim VC Smash Winterthur. Dort lernte er Stefan Kobel kennen, mit dem er ab 1996 ein Beachvolleyball-Duo bildete. Ihr grösster Erfolg war der Gewinn der Bronzemedaille bei den Olympischen Spielen 2004. Im gleichen Jahr gewannen sie das Worldserien-Turnier in Gstaad und wurden Dritter der Europameisterschaft. Im folgenden Jahr zogen sie in den EM-Final ein und waren bei der World Tour in Paris erfolgreich. 2006 schafften sie neben dem Turniersieg in Roseto degli Abruzzi einen erneuten dritten Rang bei der Europameisterschaft.
Daneben war das Team Heuscher/Kobel auch fünffacher Schweizer Meister (2000, 2002, 2003, 2004, 2005). Das Duo Heuscher/Kobel wurde 2004 als Schweizer Team des Jahres geehrt.
Nach Kobels Karriereende wurde Sascha Heyer Heuschers neuer Partner. Das von Jürgen Wagner trainierte Duo belegte bei den Europameisterschaften 2007 und 2008 den neunten und fünften Rang. Bei den Olympischen Spielen in Peking schieden Heuscher/Heyer nach der Vorrunde als Gruppendritter aus.
Nach vier gemeinsamen Jahren trennte sich das Duo Heyer-Heuscher Ende 2010 aus sportlichen Gründen. Heuscher nahm neu zusammen mit Jefferson Bellaguarda das Ziel Olympische Spiele 2012 in Angriff. Im August 2011 erreichten Heuscher/Bellaguarda bei der EM in Kristiansand Platz vier.
2012 trennte sich Bellaguarda nach einem neunten Platz an den XXX. Olympischen Sommerspielen in London von Heuscher und beendete seine Profisportkarriere. Im April 2013 folgte Heuscher mit seinem Rücktritt.
Heuscher war Athletenbotschafter der Entwicklungshilfeorganisation Right to Play.